# Municipio José Gregorio Monagas
El Municipio José Gregorio Monagas es uno de los 21 municipios que forman parte del Estado Anzoátegui, en Venezuela. Está ubicado al suroeste de dicho estado y es el municipio más grande de Anzoátegui, con una superficie de 9 176 km² y una población de 25 382 habitantes (censo 2011). Colinda con el municipio Miranda y los estados Guárico y Bolívar —en las riberas del río Orinoco—. Su capital, Mapire, cuenta con 5000 habitantes.

## División administrativa
Está dividido en seis parroquias:
1. Mapire
2. Piar
3. Santa Clara
4. San Diego de Cabrutica
5. Uverito
6. Zuata

Su capital es el poblado de Mapire.

## Economía local
La economía local se basa principalmente en la pesca artesanal y en actividades agrícolas como el cultivo de algodón, sarrapia, maíz, merey, sandía, frijol y yuca, especialmente en la extensa isla fluvial situada frente al poblado. Los habitantes mantienen una relación estrecha con el medio ambiente, conservando prácticas tradicionales vinculadas al uso sostenible de sus recursos naturales.
Además de las actividades agrícolas y pesqueras, una parte significativa de la población trabaja en empresas petroleras ubicadas en San Diego de Cabrutica y en la planta termoeléctrica de la zona.

## Política y gobierno

### Alcaldes
En el municipio ha habido tres personas que han tenido el cargo de alcalde y ocho han sido los periodos consecutivos que ha habido en la alcaldía.
| Período                            | Alcalde                    | Partido político / Alianza | % de votos | Notas |
| ---------------------------------- | -------------------------- | -------------------------- | ---------- | --- |
| 1989 - 1992                        | Enrique Rodríguez Castillo | AD                         | 57,90      | Primer alcalde bajo elecciones directas |
| 1992 - 1995                        | Enrique Rodríguez Castillo | AD                         | 50,12      | Reelecto |
| 1995 - 2000                        | Rafael Puerta              | Copei                      | -          | Segundo alcalde bajo elecciones directas (se realizaron elecciones generales adelantadas en el 2000 debido a la aprobación de la Constitución de 1999) |
| 2000 - 2004                        | Rafael Puerta              | Copei                      | 46,98      | Reelecto |
| 2004 - 2008                        | Rafael Puerta              | Copei                      | 39,73      | Reelecto |
| 2008 - 2013                        | Cruz Ojeda                 | PSUV                       | 53,92      | Tercer alcalde bajo elecciones directas (se postergan 1 año las elecciones municipales pautadas para finales del 2012)                                 |
| 2013 - 2017                        | Cruz Ojeda                 | PSUV                       | 58,66      | Reelecto |
| 2017 - 2021                        | Cruz Ojeda                 | PSUV                       | 44,01      | Reelecto |
| 2021 - 2025                        | Luis Silva                 | PSUV                       | 47,37      | Cuarto Alcalde bajo elecciones directas |
| Fuente: Consejo Nacional Electoral |                            |                            |            | |

### Concejo municipal
Período 2021 - 2025
| Concejales:      | Partido político / Alianza |
| ---------------- | -------------------------- |
| Ana Marquis      | PSUV                       |
| José Martínez    | PSUV                       |
| Dulce Herrera    | PSUV                       |
| Carlos Medina    | PSUV                       |
| Anibal Hernández | PSUV                       |
| Luis Meneses     | MUD                        |
| Alfredo Chiraspo | CONIVE                     |